# Erinacea trnitá
Erinacea trnitá (Erinacea anthyllis) je druh vyšší dvouděložné rostliny z čeledi bobovité (Fabaceae). Je to modře až fialově kvetoucí polštářovitý keřík s drobnými opadavými listy a zelenými pichlavými větévkami, rostoucí v horách ve Španělsku, jižní Francii a severní Africe.

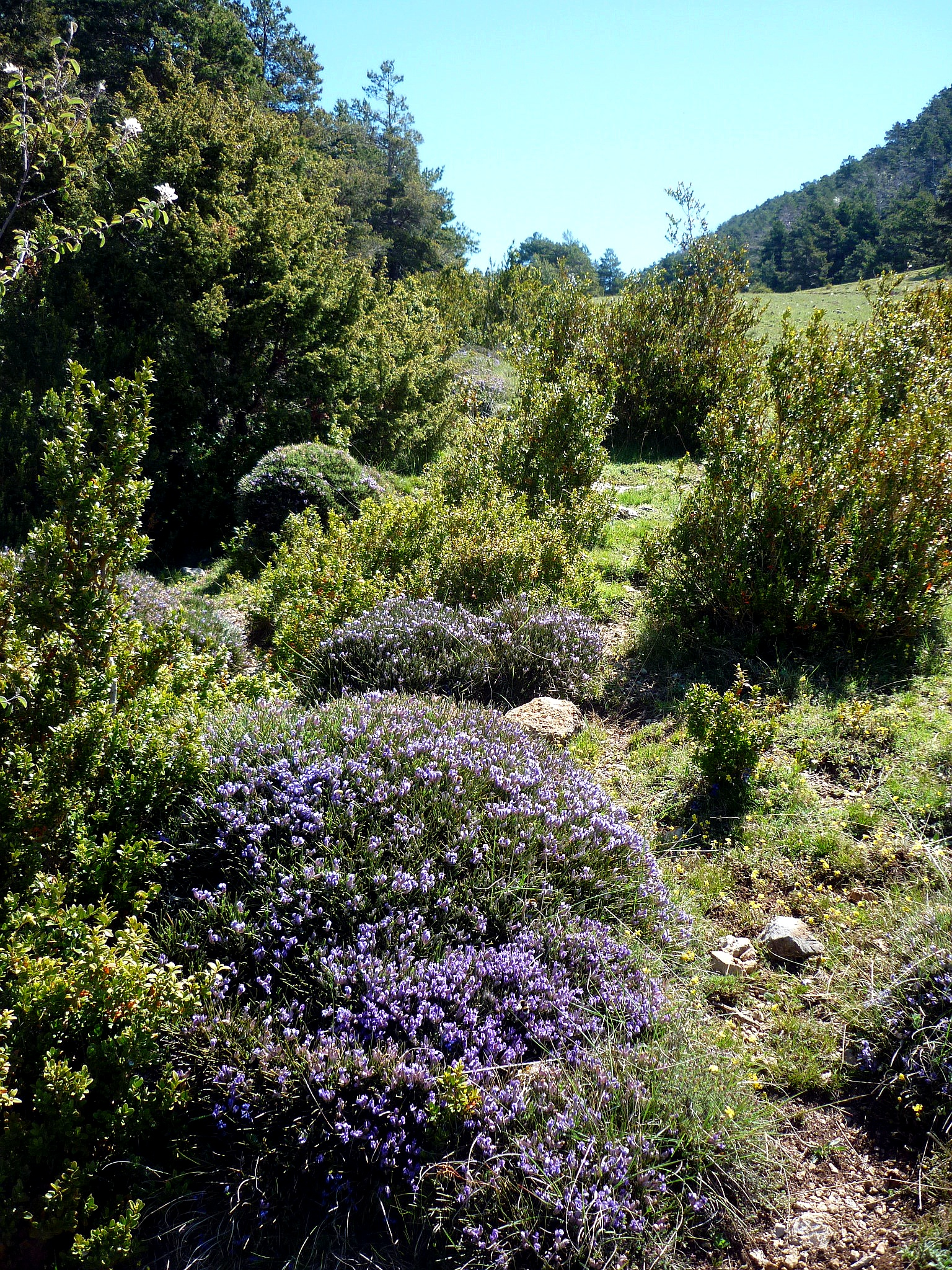
Erinacea anthyllis na přirozeném stanovišti

## Popis
Erinacea trnitá je vytrvalý polštářovitý bohatě větvený keř s pichlavými větévkami, dorůstající výšky obvykle 10 až 30 cm. Listy jsou obkopinaté, krátce řapíkaté, chlupaté, jen 7 až 13 mm dlouhé a 2 až 3,2 mm široké, vstřícné nebo střídavé. Čepele listů jsou většinou jednolisté, mohou však být i trojčetné. Listy brzy opadávají a jejich asimilační funkci zastávají zelené pichlavě ukončené větévky. Květy jsou světle modré až fialové nebo výjimečně růžové, 14 až 19 mm dlouhé, v chudých hlávkách složených z 1 až 4 květů. Kalich je hedvábně chlupatý, 11 až 16 mm dlouhý. Koruna je motýlovitá. Rostliny kvetou v květnu až červnu. Plodem jsou nafouklé lusky asi 12 až 20 mm dlouhé.

## Rozšíření
Erinacea trnitá se vyskytuje v jihozápadní Evropě a severní Africe. V Evropě se vyskytuje ve španělských pohořích, zejména v provinciích Valencia a Katalánsko, a také ve východních Pyrenejích, kde přesahuje i do Francie. V severní Africe je rozšířena v Alžíru, Tunisku a Maroku. Roste jako součást charakteristické suchomilné xerofytní vegetace nízkých keřů na vápnitých půdách. V Pyrenejích roste v nadmořských výškách 950 až 1320 metrů.
Rod erinacea má pouze 2 druhy. Druh E. schoenenbergeri roste v Alžíru a Tunisku.

## Pěstování a význam
Erinacea může být pěstována jako alpínka. Je vápnomilná a potřebuje propustnou půdu. Vyžaduje slunnou polohu a v podmínkách střední Evropy není plně mrazuvzdorná. Udávaná teplotní zóna je 8, tedy minimální zimní teploty −12 až −8 °C. Lze ji spatřit například ve sbírkách Pražské botanické zahrady v Tróji.
Erinaceu je možno množit výsevem semen, které se vysévají v únoru a nechají přemrznout. Klíčí na jaře nebo až příští rok. Je možno též řízkovat mladé výhonky s patkou po odkvětu rostlin. Mladé řízkované rostliny je třeba přezimovat ve skleníku.